# 滿地可道
滿地可道（英語：Montreal Road；渥太華34號市道）是加拿大安大略省渥太華的一條東西向主要道路，連接下城區、瓦尼爾以及渥太華更東部的社區。該道路原為17B號省道的一部分，1998年降級為市道。
自20世紀初以來，滿地可道一直是瓦尼爾的文化核心。它是一系列名稱各異的道路之一。這些道路形成了國會山莊與滿地可之間的不間斷路線，最初是17號省道的一部分，後來被今稱為174號市道的高速公路繞過。
大部分路長法語名稱為「Chemin de Montréal」，介詞「de」於2010年代插入。此舉雖可能不符渥太華市雙語街道命名政策，但符合法語國家及地區對涉及地名的街道的慣例。
滿地可道西始金明士橋，橫跨麗都河，是麗都街的延伸。它穿過社區的商業中心，成為瓦尼爾的主要街道。
聖洛朗大道以東，滿地可道轉為四車道主幹路，分隔了筆架山等數個社區。

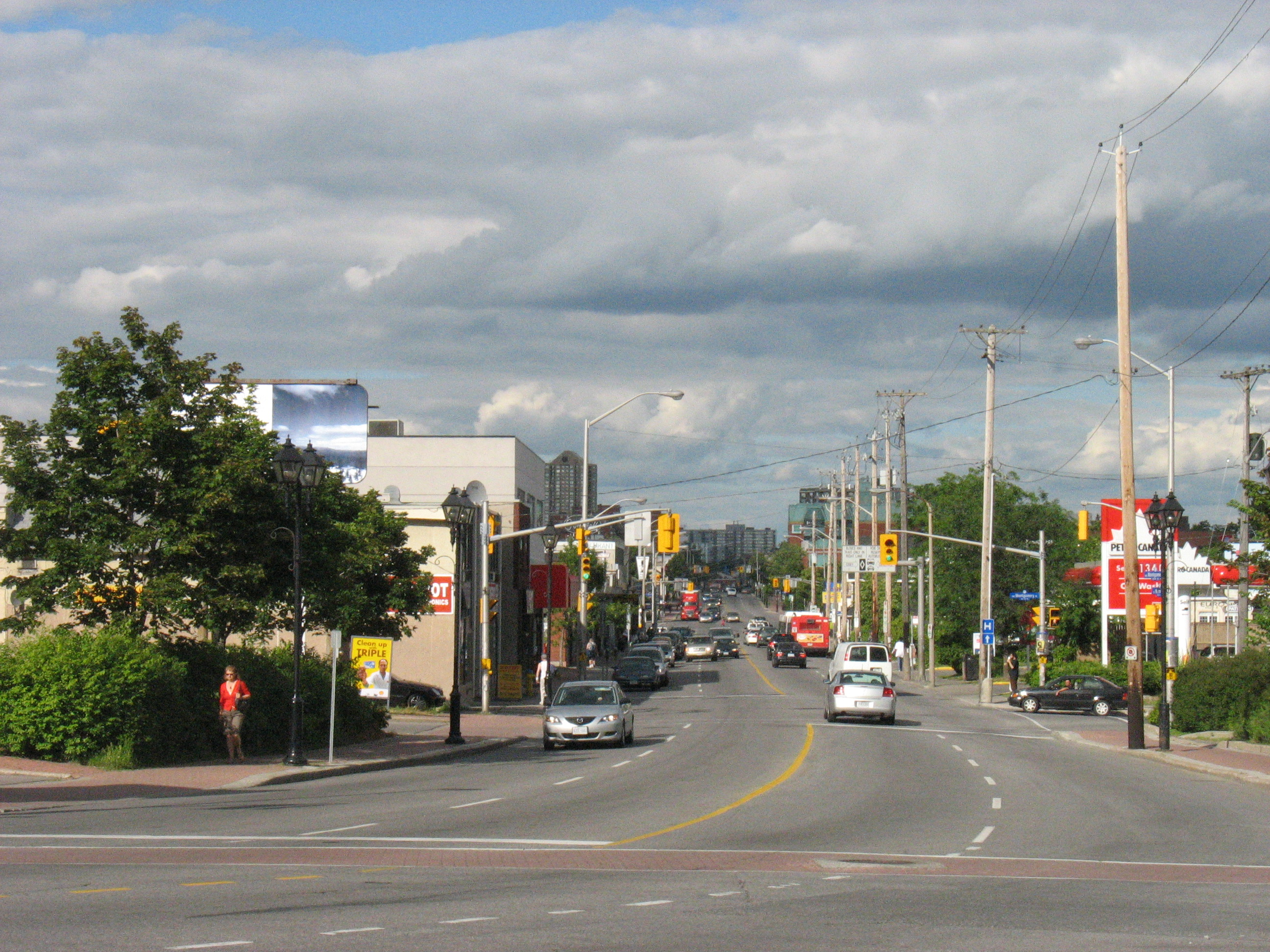
金明士橋望滿地可道一景，攝於2008年

在174號區道上，滿地可道轉為聖約瑟大道（St. Joseph Boulevard），穿過奧良村的舊部分，直至崔嚴道。道路繼續沿崔嚴道以東延伸，轉為舊滿地可道（Old Montreal Road）。這條路在2001年渥太華市合併之前稱為皇后街（Queen Street），穿過金巴倫村，盡頭是經過碧吉溪（Becketts Creek）的174號區道。
該道路的地標有（從西向東）：
- 蒙福醫院（英语：Montfort Hospital）
- 加拿大國家研究院實驗室
- 堅士溪自然保育區（英语：Greenbelt (Ottawa)）
- 奧良廣場（英语：Place d'Orléans）
- 奧良城鎮中心

北河道與聖洛朗大道之間設有巴士專線，以加速繁忙時間的交通服務。該市未來的計劃可能包括在該路段建造輕鐵，會延伸直至貝理雅道。該市計劃在該處開發一條新的主要街道，其中包括建造店鋪及柏文大廈。

## 主要路口

### 滿地可道
- 瓦尼爾徑（#19)
- 聖洛朗大道（英语：St. Laurent Boulevard）（#26）
- 航空徑
- 貝理雅道（#27）
- 奧吉爾維道（英语：Ogilvie Road）（#50）
- 174號市道（#174）

### 聖約瑟大道
- 貞德大道（#55）
- 奧良大道（英语：Orléans Boulevard）（#56）
- 第十線道（英语：Tenth Line Road）（#36）
- 崔嚴道（英语：Trim Road）（#57）